# 终端管制空域
在航空领域，终端管制空域是指在交通量大的机场周围人為指定的控制空域。终端管制空域通常被设计成以机场为中心的圆形，並且圓形區域還分為好幾層。
在加拿大，终端管制空域的内圈一般是1200英尺高空、以机场中心为半径的12海里區域，中间圈是以2200英尺高空、以机场中心为半径的35海里區域，外圈则是以9500英尺高空、以机场中心为半径的45海里區域。 